# Lista de batalhas da Roma Antiga

Segue-se uma Lista de batalhas (não exaustiva), organizadas por data, combatidas durante a Roma Antiga, isto é, por:

- Reino de Roma;
- República Romana;
- Império Romano

## Século V,IV,III a.C.
inicio da republica
| Ano      | Nome            | V/D | Local           | Região             | Observações |
| -------- | --------------- | --- | --------------- | ------------------ | ----------- |
| 496 a.C. | Lago Regilo     | Sim | Roma            | Lácio, Itália      |             |
| 484 a.C. | Monte Álgido    | Sim | Monte Algido    | Lácio, Itália      |             |
| 321 a.C. | Forcas Caudinas | Não | Benevento       | Campânia, Itália   |             |
| 387 a.C. | Ália            | Não |                 | Toscana, Itália    |             |
| 280 a.C. | Heracleia       | Não |                 | Basilicata, Itália |             |
| 279 a.C. | Ásculo          | Não | Ascoli Satriano | Apúlia, Itália     |             |
| 275 a.C. | Benevento       | Sim | Benevento       | Campânia, Itália   |             |

## Guerras punicas
| Ano                   | Nome           | V/D | Local                             | Região             | Observações                   |
| --------------------- | -------------- | --- | --------------------------------- | ------------------ | ----------------------------- |
| 261 a.C.              | Agrigento      | Sim | Agrigento                         | Sicília, Itália    |                               |
| 260 a.C.              | Ilhas Líparas  | Não | Ilhas Eólias                      | Sicília, Itália    |                               |
| 260 a.C.              | Milas          | Sim |                                   |                    |                               |
| 258 a.C.              | Sulci          | Sim |                                   |                    |                               |
| 257 a.C.              | Tíndaris       | Sim |                                   |                    |                               |
| 256 a.C.              | Cabo Ecnomo    | Sim | Poggio di Sant'Angelo             | Sicília, Itália    |                               |
| 256 a.C.              | Ádis           | Sim |                                   |                    |                               |
| 255 a.C.              | Túnis          | Não |                                   |                    |                               |
| ?                     | Hermeu         | Sim |                                   |                    |                               |
| 251 a.C.              | Panormo        | Sim | Palermo                           | Sicília, Itália    |                               |
| 249 a.C.              | Drépano        | Não | Trapani                           | Sicília, Itália    |                               |
| 242 a.C.              | Ilhas Égadas   | Sim | Ilhas Égadas                      | Sicília, Itália    | Fim da Primeira Guerra Púnica |
| Novembro de 218 a.C.  | Ticino         | Não | Vercelli                          | Piemonte, Itália   |                               |
| Dezembro de 218 a.C.  | Trébia         | Não | Rio Trébia                        | Emília-Romanha     |                               |
| Novembro de 217 a.C.  | Lago Trasimeno | Não | Lago Trasimeno                    | Úmbria, Itália     |                               |
| 2 de Ago de 216 a.C.  | Canas          | Não | Barletta                          | Apúlia, Itália     |                               |
| Novembro de 216 a.C.  | 1ª Nola        | Sim |                                   |                    |                               |
| 215 a.C.              | Hibera         | Sim | Próximo de Amposta ou Sant Carles | Hispânia           |                               |
| 215 a.C.              | Dertosa        | Sim | Tortosa                           | Hispânia           |                               |
| 212 a.C.              | Bétis Superior | Não | Rio Guadalquivir                  | Hispânia           |                               |
| 208 a.C.              | Bécula         | Sim | Bailén ou Baeza                   | Hispânia           |                               |
| 207 a.C.              | Grumento       | Sim | Grumento Nova                     | Basilicata, Itália |                               |
| 207 a.C.              | Metauro        | Sim | perto do rio Metauro              | Marcas, Itália     |                               |
| 206 a.C.              | Ilipa          | Sim | a 10 milhas de Sevilha            | Espanha            |                               |
| 19 de Out de 202 a.C. | Zama           | Sim | Zama                              | Cartago            | Fim da Segunda Guerra Púnica  |

## Seculo I a.C.
| Ano                  | Nome      | V/D | Local                    | Região           | Observações                                                                       |
| -------------------- | --------- | --- | ------------------------ | ---------------- | --------------------------------------------------------------------------------- |
| 52 a.C.              | Alésia    | Sim | Alise-Sainte-Reine       | Borgonha França  | Conquista total da Gália                                                          |
| 10 de Jul de 48 a.C. | Dirráquio | N/A | Durrës                   | Albânia          | Apesar da vitória de Júlio César, Pompeu escapa-se com quase todo o seu exército. |
| 9 de Ago de 48 a.C.  | Farsalos  | N/A |                          | Tessália, Grécia | Vitória decisiva Pompeu escapa novamente mas e morto por ptolomeu XIII            |
| 46 a.C.              | Tapso     | N/A | Ras Dimas                | Tunísia          |                                                                                   |
| 45 a.C.              | Munda     | N/A |                          | Hispânia         |                                                                                   |
| 2 de Set de 31 a.C.  | Áccio     | N/A | perto de Áccio na Grécia | mar Jónio        |                                                                                   |

## Império romano
| Ano                | Nome                   | V/D | Local                               | Região            | Observações                    |
| ------------------ | ---------------------- | --- | ----------------------------------- | ----------------- | ------------------------------ |
| 9 de Set de 9 d.C. | Floresta de Teutoburgo | Não | Floresta de Teutoburgo              |                   |                                |
| 60                 | Watling Street         | Sim | Londínio (Londres) - St Albans      | Actual Inglaterra |                                |
| 197                | Lugduno                | Sim | Lugduno (Lyon)                      | Actual França     |                                |
| 251                | Abrito                 | Não | Abrito (Razgrad)                    | Actual Bulgária   |                                |
| 28 de Out de 312   | Ponte Mílvia           | N/A | Ponte da Via Flamínia, Roma         | Lácio, Itália     |                                |
| 9 de Ago de 378    | Adrianópolis           | Não | Adrianópolis (Edirne)               | Trácia            |                                |
| 6 de set de 394    | Rio Frígido            | Sim | Rio Vipava (afluente do Rio Isonzo) | Eslovênia         |                                |
| 21 de Jun de 451   | Campos Cataláunicos    | Sim | Châlons-en-Champagne                | Norte da França   | Aliança com Visigodos e Alanos |